# Johannes Fabricius Montanus
Johannes Fabricius Montanus (eigentlich Johannes/Jean/Hans Schmid; * im Herbst 1527 in Bergheim, Elsass; † 5. September 1566 in Chur) war ein reformierter Geistlicher, neulateinischer Dichter und Universalgelehrter.

## Leben
Er wurde als Sohn des Metzgers Jakob Schmid und Klara Jud im elsässischen Bergheim geboren. Seine schulische Ausbildung begann er mit sieben Jahren in Zürich beim Bruder seiner Mutter, dem Reformator Leo Jud. Er wechselte nach Basel und dann nach Strassburg, wo zu dieser Zeit der protestantische Reformator Martin Bucer wirkte. Nach einem kurzen Zwischenaufenthalt in Zürich nahm er schliesslich 1545 ein Theologiestudium an der Universität Marburg auf, wo unter anderen der reformierte Theologe Andreas Hyperius zu seinen Lehrern zählte. Sein dortiger Freundeskreis, darunter der neulateinische Dichter Petrus Lotichius Secundus, führte ihn in die Dichtkunst ein und weckte zugleich sein Interesse für Botanik.
Mit Lotichus wechselte er 1546 an die Universität Wittenberg, um dort die Vorlesungen von Philipp Melanchthon zu hören, und besuchte bei dieser Gelegenheit auch kurz Joachim Camerarius den Älteren in Leipzig. Nach Abschluss seines Studiums kehrte er 1547 nach Zürich zurück, erhielt dort eine Stelle als Lehrer an der Grossmünsterschule und wurde 1551 zu deren Rektor. Für seine erfolgreiche Arbeit wurde ihm dort das Zürcher Bürgerrecht verliehen. Er pflegte Kontakte zu seinem ehemaligen Lehrer, dem Hebraisten Konrad Pellikan und dem Arzt und Naturforscher Conrad Gessner. Er verfasste unter anderem eine Elegie auf Wilhelm Tell (De Wilhelmo Thellio elegia). 1557 wurde er, wohl auf Grund seiner Zürcher Leistungen und auf Empfehlung des Zürcher Reformators Heinrich Bullinger, Nachfolger des Churer Stadtpredigers Johannes Comander.
Hier trug er zur Verbreitung des reformierten Glaubens in Graubünden, besonders im Prättigau, bei, das sich mit seinen Pässen im Spannungs- und Einflussfeld der rivalisierenden katholischen Mächte Spanien und Frankreich befand. Neben seiner Tätigkeit als Geistlicher, die nicht frei von Rückschlägen war – so scheiterte sein Versuch zur Säkularisation des Bistums Chur – widmete er sich auch hier der literarischen Tätigkeit. Gleichzeitig führte er in der dortigen Hochgebirgswelt botanische Exkursionen, deren Ausbeute er an Gesner nach Zürich sandte. Als in Chur die Pest ausbrach, weigerte er sich, seine Gemeinde im Stich zu lassen; schliesslich wurde er selbst ein Opfer der Seuche. Er starb als wichtiger Bündner Reformator und als ein bedeutender Poet seiner Zeit.

## Werke
- Differentiae animalium quadrupedum. Zürich 1555. Digitalisat
- Poemata. Sylvarum liber unus de Consulibus Tigurinis liber primus. Gessner, Zürich 1556
- De itinere ad montem Utliacum. 1551.
- Sobrietatis oratio invectiva in Ebrietatem. Zürich 1555.
- Oratio. Qua docetur, Concilium Tridentinum sine scelere a Christianis hominibus frequentari non posse. Oporinus, Basel 1562. Digitalisat
- De Providentia Dei. Oporinus, Basel 1563.
- Pro Christi Ecclesia, adversus improbas Fontidonii et Cardilli Hispanorum, pro concilio Tridentino, calumnias, ad Germanos, iusta defensio. Curteus, Genf 1565
- Thesaurus Dictionum Hagiographicae Linguae Chaldaeae Ex Canonicae Antiquitatis Puritate, Danielis nempe & Ezrae residuis monumentis Chaldaeis collectus. Gorman, Wittenberg 1606. Digitalisat
- Methodus studiorum. Zürich 1617.

## Ausgaben und Übersetzungen
- Theodor Vulpinus (Übersetzer): Der lateinische Dichter Johannes Fabricius Montanus (aus Bergheim im Elsass) 1527–1566. Seine Selbstbiographie in Prosa und Versen nebst einigen Gedichten von ihm. Heitz und Mündel, Strassburg 1894 (S. 3 Werkverzeichnis).
- Harry C. Schnur (Übersetzer): Lateinische Gedichte deutscher Humanisten. 2., verbesserte Auflage. Reclam, Stuttgart 1978, ISBN 3-15-008739-2, S. 128–139 (De Wilhelmo Thellio Elegía, mit Übersetzung).
- Heinz Schmitz (Übersetzer): Arkadischer Uetliberg. Theodor Collins „De itinere ad montem Utliacum“ (1551) zusammen mit lateinischen Texte zur Schönheit des Bergsteigens. Rohr, Zürich 1978.
- Siegmar Döpp (Hrsg.): Ioannes Fabricius Montanus. Die beiden lateinischen Autobiographien. Franz Steiner, Stuttgart 1998, ISBN 3-515-07455-4.
- David Amherdt: Johannes Fabricius Montanus, Poèmes latins. Introduction, édition, traduction et commentaire (= Schweizerische Beiträge zur Altertumswissenschaft. Band 44). Schwabe, Basel 2018, ISBN 978-3-7965-3755-4 (online).